# Oakland Park
Oakland Park é uma cidade localizada no estado americano da Flórida, no condado de Broward. Foi incorporada em 1929.

## Geografia
De acordo com o United States Census Bureau, a cidade tem uma área de 21,1 km², onde 19,3 km² estão cobertos por terra e 1,7 km² por água.

### Localidades na vizinhança
O diagrama seguinte representa as localidades num raio de 8 km ao redor de Oakland Park.

## Demografia
Segundo o censo nacional de 2010, a sua população é de 41 363 habitantes e sua densidade populacional é de 2 140,80 hab/km². Possui 20 076 residências, que resulta em uma densidade de 1 039,06 residências/km².